# Манастир Свете Тројице у Кикинди
Манастир Свете Тројице у Кикинди је подигнут 1887. године за време владавине Фрање Јосифа. Манастир је задужбина Меланије Николић, рођене Гачић (према неким изворима Гајчић или Гаичић) која је са родбином и сахрањена у цркви.

## О Манастиру
Градња манастира отпочела је 1885. године када су темељи освећени по благослову епископа темишварско-банатског, Ђорђа Бранковића. Након две године градња је завршена, освећење је извршено на дан Светих Кирила и Методија, 24. маја 1887. године. Манастир је понео назив "Манастир Свете Тројице" 1903. године. Одобрено му је у исто време да има духовника монашког чина. Архимандрит Стефан Илкић познати црквени писац, био је од 1908. године духовник манастира кикиндског.
Унутрашњост Манастира и олтар урађени су у барокном стилу са 8 фресака и 8 медаљона. Манастирску цркву одликују мозаици светих Архангела Михаила и Гаврила. Иконостас и зидове храма осликао је 1887. године познати самоуки сликар Ђура Пецић, родом из Бачке. 
Црквена слава је други дан Духова. Овај верски објекат значајан је, јер је у периоду од 1921. до 1932. године, Кикинда била седиште великокикиндско - великобечкеречко - арадско - великосемлушког владике, доктора Георгија Летића.
Манастир је првобитно био мушки, а богослужења су вршили кикиндски парохијски свештеници. За потребе манастира изграђен је и средњошколски интернат, у којем се данас налази Основна школа Ђура Јакшић. Манастир је 1980. године, указом владике Саве Вуковића, преименован у женски. На чело манастира постављена је Марта Ковач, а са њом живе две монахиње и једна искушеница. Конак је обновљен и дограђен 1967. године. Поред манастира налази се и гробље, у Кикинди познато под називом Мелино гробље.

## Меланија Николић рођ. Гачић
Меланија Николић рођ. Гачић (или Гајчић?) (1829 - 1912), позната по надимку Лепа Мела, једна је од најпознатијих, најзначајнијих и најзанимљивијих Кикинђанки друге половине 19. века и почетка 20. века. Ктиторка је Манастира Свете Тројице у Кикинди, у којем је поред 300 земље завештала и салаш и кућу. Њено завештање је после Другог светског рата, као и већина сличних објеката, национализовано.
Дуг и контроверзан живот Меланије Николић - Гачић описала је и документовала Александра Белош у Биографији Меланије Николић - Гачић, у издању Народног музеја Кикинда.